# Vaisampaiana
En el marco de la mitología hinduista, Vaisampaiana fue el narrador del Majábharata, una de las dos grandes epopeyas en sánscrito de la India antigua (siendo la otra el Ramaiana).
Este antiguo sabio indio fue el maestro original del Iáyur-veda negro y del Taitiría-samjita.
- vaiśampāyana, en el sistema AITS (alfabeto internacional para la transliteración del sánscrito).
- वैशंपायन, en escritura devanagari del sánscrito.
- Pronunciación: /vaishám paiána/.[1]
- Etimología: patronímico de Viśampa.[1]
  - ‘causando beber’ o ‘dar de beber’, según el Rig-veda 1.116.9 y el Kaus3.[1]
  - ‘el que bebe veneno’, nombre del dios Sivá (que es llamado Nila Kantha porque tiene el cuello azul por haber bebido veneno para salvar a los devas).

También se lo menciona en el Astadhiai del gramático indio Panini (siglo IV a. C.).
En el Majábharata (siglo III a. C.) se lo menciona como discípulo del sabio Viasa.
De él aprendió el Yaia, un poema de 8800 versos que sería el original del Majábharata. Él ampliaría este Yaia hasta hacerlo alcanzar los 24 000 versos y lo rebautizó Bharata.
Según el Taitiría-araniaka, cuando el rey pándava YanamEyaia estaba realizando un sacrificio de fuego para auspiciar la matanza de todos los nagas (debido a que se había enterado de que un naga había matado a su padre Pariksit), Vaisampaiana lo persuadió del genocidio y le narró el Majábharata, que era la historia de su familia, y de la guerra en que se vio envuelta (la batalla de Kuruksetra).
También se dice que Vaisampaiana recitó en esa ocasión el Jari-vamsa (una sección agregada al Majábharata).
El Majábharata completo (de 100 000 versos) tal como se lo conoce en la actualidad, se completaría varios siglos después.
El Grijia-sutra de Asualaiana lo menciona con el nombre de Majábharata Acharia.